# Диденко, Гавриил Власович
Гавриил Власович Диденко (1908—1970) — Гвардии майор Советской Армии, участник Великой Отечественной войны, Герой Советского Союза (1945).

## Биография
Гавриил Диденко родился 12 июня 1908 года в посёлке Горловка (ныне — город в Донецкой области Украины) в рабочей семье. В 1930 году окончил сельскохозяйственный техникум в Ростове-на-Дону. В том же году он был призван на службу в Рабоче-крестьянскую Красную Армию, служил красноармейцем, затем старшиной 41-го стрелкового полка. В 1932 году Диденко окончил Ленинградскую военную теоретическую школу лётчиков, в 1933 году — Энгельсскую военную авиационную школу лётчиков. Проходил службу в Ленинградском и Северо-Кавказском военных округах. Участвовал в советско-финской войне.
С июня 1941 года — на фронтах Великой Отечественной войны. Принимал участие в боях на Северном, Ленинградском, Крымском, Сталинградском, Закавказском, Центральном, 3-м Белорусском, 1-го Украинском фронтах. Участвовал в обороне Ленинграда, сопровождал транспортные самолёты, идущие в блокадный город. В декабре 1941 года самолёт Диденко был сбит, а сам лётчик получил ранение и лечился в госпитале. После излечения участвовал в боях на Керченском полуострове, 5 мая 1942 года в одном воздушном бою сбил три немецких истребителя и сам, несмотря на ранение, с парашютом выпрыгнул из горящего самолёта.
С 21 октября 1942 года прибыл со своей эскадрильей на самолётах Як-1 в 652-й истребительный авиационный полк. С декабря 1942 года назначен командиром этого полка. С марта 1943 года командовал 907-м истребительным авиационным полком, с августа 1943 года — 959-м истребительным авиационным полком.
В дальнейшем участвовал в Сталинградской и Курской битвах, Белорусской, Сандомирско-Силезской, Нижнесилезской, Верхнесилезской, Берлинской, Пражской операциях.
К февралю 1945 года майор Гавриил Диденко командовал 482-м истребительным авиаполком 322-й истребительной авиадивизии 2-го истребительного авиакорпуса 2-й воздушной армии 1-го Украинского фронта. К тому времени он совершил 365 боевых вылетов, принял участие в 80 воздушных боях, сбив 22 вражеских самолёта лично и ещё 37 — в составе группы. В боях пять раз был сбит, два раза ранен, один раз контужен.
Указом Президиума Верховного Совета СССР от 10 апреля 1945 года за «мужество и героизм, проявленные в воздушных боях» гвардии майор Гавриил Диденко был удостоен высокого звания Героя Советского Союза с вручением ордена Ленина и медали «Золотая Звезда».
Всего же за время своего участия в войне Диденко совершил около 400 боевых вылетов, лично сбил 26 самолётов противника. В 1946 году он был уволен в запас. Проживал и работал в Ленинграде. Умер 25 января 1970 года, похоронен на Северном кладбище Санкт-Петербурга.

## Награды
Был награждён двумя орденами Ленина, двумя орденами Красного Знамени, а также рядом медалей.